# فورماطاج
فورماطاج (بالفرنسية: Formatage)‏ (كلمة فرنسية تعني مسح الذاكرة) هو فيلم درامي مغربي من إخراج مراد الخودي سنة 2014، وبطولة كل من فاطمة الزهراء بناصر، فهد بنشمسي، يونس بواب، محسن مالزي، وغيرهم.
يعالج الفيلم مأساة المرضى النفسيين بالمغرب، وهو يدين تجاوز سلطة رجال الزوايا وعائلات الشرفاء لسلطة القانون.
وقصة الفيلم مقتبسة عن قصة واقعية رائجة في منطقة تدعى "بويا عمر"، حيث تتجاوز سلطة رجال الزوايا وعائلات الشرفاء سلطة القانون، وهي الرسالة التي يركز الفيلم على تمريرها بأسلوب مغاير لما هو سائد في التقاليد السينمائية المغربية.

## القصة
يروي فيلم «فورمطاج» قصة امرأة متزوجة اسمها «ريحانة» تسعى لمغالبة مشكلة فقدان ذاكرة زوجها رمزي العائد لتوه من مارستان «بويا عمر» التقليدي، عبر شحن ذاكرته بمجموعة من المعطيات التي تكيفه مع الوضع الجديد وتعيد له هويته الذاكرية، لكنها تفشل في ذلك بسبب مقاومة شخصية رمزي الرافضة للتفاعل مع السياق الجديد.
وعلى حين غرة، تقتحم شخصية ضابط المخابرات فاضل دائرة الأحداث، فيخبر الزوج رمزي بأن ريحانة ليست زوجته، وما هي إلا مدعية تستغل ذاكرته الممسوحة تنفيذا لخطة شيطانية مدبرة مع سبق الإصرار والترصد لصنع زوج على المقاس، بعيدا عن الهوية الأصلية لنزيل ضريح بويا عمر للاستشفاء التقليدي من مرضه النفسي، وأن اسمه الحقيقي رضوان.
جاءت الحقيقة المفاجئة ضد مجريات الأحداث، لتضع الزوج رمزي أمام معطيات جديدة، فراح يقتفي أثر العلامات التي تؤكد زعم ضابط المخابرات، باحثا عن دلائل تبرز الوجه الآخر لريحانة. وهذا في الوقت الذي تظل فيه ريحانة الزوجة تنافح عن حقيقة كونه زوجها، وأن ما جاء به الضابط مجرد افتراءات واهية.
ويظل رمزي في إطار هذه الازدواجية التي تغلف الحقائق موزعا بين معطيين متعارضين، ومعه متلقي الفيلم، إذ يظل التشويق والغموض متلازمين إلى نهاية الفيلم، حيث يحل اللغز.

## تشريفات وجوائز
حصد الفيلم على عدة جوائز بينها جائزة أحسن مخرج بالمهرجان الدولي للسينما والسمعي البصري "FESTICAB" ببوروندي، وجائزة أحسن دور نسائي في المهرجان الوطني للفيلم بطنجة لممثلة راوية.

## روابط خارجية
- فورماطاج على موقع IMDb (الإنجليزية)
- فورماطاج على موقع كينوبويسك (الروسية)

- فورماطاج على موقع IMDB
- فورماطاج على موقع المركز السينمائي المغربي